# 孽欲狂潮
《孽欲狂潮》（英語：Def by Temptation）是一部1990年美國恐怖片，由詹姆斯·邦德三世執導、編劇、監製兼主演，其他演員包括卡迪·哈德森、比爾·努恩、山繆·傑克森、明妮·格特里和辛西亞·邦德。故事背景設定於90年代的紐約市，一名邪惡的魅魔在街區現身，以捕食受自己誘惑的黑人，但有三人能成為她的阻礙。
《孽欲狂潮》1990年5月11日在美國院線上映，首週從11間戲院中取得5.4萬美元的票房。下檔後，電影總票房達220萬美元。

## 演員
- 詹姆斯·邦德三世飾演喬爾·蓋斯
- 卡迪·哈德森飾演K
- 比爾·努恩飾演道吉
- 山繆·傑克森飾演蓋斯牧師
- 明妮·格特里飾演外婆
- 辛西亞·邦德飾演魅魔
- 梅爾巴·摩爾飾演索尼亞夫人
- 耐吉飾演他自己
- 弗雷迪·傑克遜飾演他自己
- 蜜珂·米雪兒飾演女士#6

## 外部連結
- 互联网电影数据库（IMDb）上《孽欲狂潮》的资料（英文）
- Box Office Mojo上《孽欲狂潮》的資料（英文）
- 爛番茄上《孽欲狂潮》的資料（英文）
- 特羅馬娛樂網站上的《孽欲狂潮》 （页面存档备份，存于）